# Busovača
Busovača ist eine Stadt und Gemeinde im Kanton Zentralbosnien im Zentrum der Föderation Bosnien und Herzegowina. Die Stadt Busovača liegt ca. 20 km südlich von Zenica und etwa 90 km nordwestlich der Hauptstadt Sarajevo. Die Gemeinde hat eine Ausdehnung von 158 km² und setzt sich aus neun Ortsgemeinschaften zusammen.

## Geografie
Der südwestliche Teil von Busovača ist eine stark bewaldete Mittelgebirgslandschaft mit Höhen bis über 1200 Meter. Im nordöstlichen Teil der Gemeinde, in den Flusstälern Klokotnica, Ivančica, Kozica und Lašva befinden sich die meisten Ortschaften der Gemeinde. Hier verläuft auch die Hauptstraße M5 (Sarajevo–Travnik).

## Ortsgemeinschaften
- Centar
- Buselji
- Bare
- Kaonik
- Katići
- Solakovići
- Lugovi
- Kaćuni
- Ivančica
- Krćevine

### Orte der Verbandsgemeinde
| Bare             | Jelinak     | Oselište   |
| Bukovci          | Kaćuni      | Podbare    |
| Buselji          | Kaonik      | Podjele    |
| Busovača (Stadt) | Katići      | Podstijena |
| Carica           | Kovačevac   | Polje      |
| Dobraljevo       | Krčevine    | Prosje     |
| Dolac            | Krvavičići  | Putiš      |
| Donja Rovna      | Kula        | Ravan      |
| Gornja Rovna     | Kupres      | Skradno    |
| Grablje          | Lončari     | Solakovići |
| Granice          | Mehurići    | Strane     |
| Gusti Grab       | Merdani     | Stubica    |
| Hozanovići       | Mihaljevići | Šudine     |
| Hrasno           | Milavice    | Tisovac    |
| Javor            | Nezirovići  | Turići     |
| Jazvine          | Očehnići    | Zarače     |

## Bevölkerung
Nach der Volkszählung 2013 verteilte sich die Bevölkerung der Gemeinde Busovača wie folgt:
- Insgesamt 17.910
  - Kroaten 8.873 (49,5 %)
  - Bosniaken 8.681 (48,5 %)
  - Serben 205 (1,1 %)
  - Andere 151 (0,8 %)

Die Bevölkerung des Stadtgebietes Busovača verteilte sich wie folgt:
- Insgesamt 3.894
  - Kroaten 2.558 (65,7 %)
  - Bosniaken 1.160 (29,8 %)
  - Serben 113 (2,9 %)
  - Andere 63 (1,6 %)

Nach der Volkszählung 1991 verteilte sich die Bevölkerung der Gemeinde Busovača wie folgt:
- Insgesamt 18.879
  - Kroaten 9.093 (48,2 %)
  - Bosniaken 8.451 (44,8 %)
  - Serben 623 (3,3 %)
  - Andere 712 (3,8 %)

## Verkehr
Busovača hatte seit 1893 einen Bahnhof an der Bahnstrecke Lašva–Donji Vakuf–Gornji Vakuf/Jajce. Die Bahn mit Bosnischer Spurweite von 760 mm verkehrte auf einzelnen Abschnitten mit Zahnradantrieb. Die Schmalspurzüge oder deren Lokomotiven wurden im jugoslawischen Volksmund liebevoll „Ćiro“ genannt. 1975 wurde der Betrieb der Schmalspurbahn eingestellt und die Gleise abgebaut.

## Persönlichkeiten
- Marko Alaupović (1885–1979), römisch-katholischer Geistlicher, Bischof von Vrhbosna